# Janzophion nebosus
Janzophion nebosus là một loài tò vò trong họ Ichneumonidae.